# Ann Haydon-Jones
Ann Haydon-Jones właściwie Adrianne Shirley Haydon-Jones (ur. 7 października 1938 w Birmingham) – brytyjska tenisistka, 3-krotna zwyciężczyni turniejów wielkoszlemowych (dwukrotnie French Open oraz raz Wimbledon); za swoje osiągnięcia w 1985 roku uhonorowana została miejscem w Międzynarodowa Tenisowa Galerii Sławy.

## Sukcesy w turniejach zaliczanych do Wielkiego Szlema
- Australian Open

finał gry mieszanej: 1969;
- French Open

zwycięstwo w singlu: 1961, 1966;
finał singla: 1963, 1968, 1969;
zwycięstwo w deblu: 1963, 1968, 1969;
finał debla: 1960;
finał gry mieszanej: 1960, 1966, 1967;
- Wimbledon

zwycięstwo w singlu: 1969;
finał singla: 1967;
finał debla: 1968;
zwycięstwo w grze mieszanej: 1969;
finał w grze mieszanej: 1962;
- US Open

finał singla: 1961, 1967;